# Madelaine Petsch
Madelaine Petsch, née le 18 août 1994 à Port Orchard, dans l'État de Washington, est une actrice, mannequin et vidéaste américano-sud-africaine.
En tant qu'actrice, elle est surtout connue pour le rôle de Cheryl Blossom (en), personnage d'Archie Comics, qu'elle a incarné pendant sept saisons dans la série Riverdale (2017-2023).
Par la suite, elle porte les thrillers Polaroid (2019) et Imperceptible (2020) et joue dans la romance Quand le destin s'en mêle en 2022.
En parallèle à sa carrière d'actrice, elle est également mannequin, collaborant avec de prestigieuses marques, et youtubeuse, comptant près de 6.5 millions d'abonnés.

## Biographie
Madelaine Petsch naît dans l'état de Washington le 18 août 1994 de parents sud-africains et a un frère aîné prénommé Shaun.
À l'âge de trois ans, elle développe une passion pour la danse et commence donc à suivre des cours de danse, et des cours de théâtre deux ans plus tard.
Elle vécut entre l'Afrique du Sud, le pays d'origine de ses parents, et Washington pendant une dizaine d'années, avant d'emménager à Los Angeles à 18 ans pour commencer sa carrière d'actrice.

### Carrière
En 2015, elle commence sa carrière d'actrice avec un rôle de figurante dans le film de science-fiction indépendant The Hive.
En février 2016, elle rejoint la distribution du pilote de Riverdale, une série adaptée des personnages de comics du célèbre éditeur Archie Comics, pour interpréter Cheryl Blossom. En mai 2016, la série est officiellement commandée. Elle est diffusée depuis le 26 janvier 2017 sur le réseau The CW et aussi sur Netflix. Lors du casting, elle a auditionné pour le rôle de Betty Cooper (joué par Lili Reinhart) mais les personnes qui passaient le casting ont remarqué qu'elle était faite pour le rôle de Cheryl Blossom.
En 2017, elle joue également dans la comédie F*&% To The Prom de Benny Fine, où elle joue Marissa, une ado populaire.
En 2019, elle est à l'affiche du film d'horreur Polaroid (film), son premier film produit par un studio de cinéma.
Le 2 juillet 2025, elle a été choisie pour jouer dans le film Pretty Babies réalisé par Tyler-Marie Evans aux cotés d'Emily Alyn Lind, Ashley Benson et Sadie Stanley.

### Vie privée
Elle devient végétalienne à l'âge de 14 ans. Elle a participé à une campagne de sensibilisation pour PETA.
Elle est la meilleure amie de Vanessa Morgan, sa partenaire dans Riverdale, et a vécu en collocation avec Lili Reinhart, qui est également sa partenaire dans Riverdale.
Mais en plus de cela, elles et Camila Mendes, aussi connue dans Riverdale, ont ouvert un compte TikTok nommé 
«Blondebrunetteredhead» alias «Lamila Petschart». Elle était aussi très proche de son ex co-star Luke Perry.
Elle a partagé la vie du rappeur, T. Mills - rencontré lors des auditions pour la série Riverdale en 2016, de février 2017 à février 2020.
Elle a officialisé sa relation avec le rappeur Tyga sur Instagram en avril 2025, qu'elle a rencontré en novembre 2024 à l'occasion de son 35eme anniversaire.

## Filmographie

### Cinéma

#### Longs métrages
- 2015 : The Hive (film) (en) de David Yarovesky : une fille
- 2016 : The Curse of Sleeping Beauty (en) de Pearry Teo : Eliza
- 2017 : F the Prom (en) de Benny Fine : Marissa
- 2019 : Polaroid de Lars Klevberg : Sarah Dawson
- 2019 : Clare at 16 de Mark Pavia : Clare Bleecker
- 2020 : Imperceptible (Sightless) de Cooper Karl : Ellen
- 2022 : Quand le destin s'en mêle (About Fate) de Marius Balchunas : Clementine Pratt
- 2022 : Jane de Sabrina Jaglom : Olivia
- 2022 : Coup de foudre à l'hôtel de Noël (Hotel for the Holidays) de Ron Oliver : Georgia
- 2024 : Les Intrus (The Strangers: Chapter 1) de Renny Harlin : Maya
- 2025 : Les Intrus : Chapitre 2 (The Strangers: Chapter 2) de Renny Harlin : Maya
- 2026 : Maintenance Required de Lacey Uhlemeyer : Charlie
- 2026 : Les Intrus : Chapitre 3 (The Strangers: Chapter 3) de Renny Harlin : Maya

Courts métrages
- 2021 : Nightwalkers de Mark Pellington :

### Télévision

#### Séries télévisées
- 2008 : Lost : Les Disparus : Emily, mère de John, jeune (saison 4, épisode 11)
- 2015 : L'Apprentie maman (Instant Mom) de Jessica Butler et Warren Bell : sirène (épisode "Gone Batty")
- 2017 - 2023 : Riverdale de Roberto Aguirre-Sacasa : Cheryl Blossom
- 2020 : Les Simpson de Matt Groening : Sloane (voix - saison 31, épisode 21)

### Web séries
- 2020 : Acting for a cause de Brando Crawford : Jane Benett (épisode "Pride and Préjudice")
- 2020 : Day by Day : narratrice (voix - épisode "Relocation")
- 2020 - 2021 : The Shadow Diaries : Eliza Gold (voix - podcast)

## Discographie

### Bandes originales
- 2017 : Riverdale: Original Television Soundtrack - Season 1 (1 chanson)
- 2018 : Riverdale: Original Television Soundtrack - Season 2 (2 chansons)
- 2018 : Riverdale: Original Television Soundtrack - Special Episode: "Carrie The Musical" (4 chansons)
- 2019 : Riverdale: Original Television Soundtrack - Special Episode: "Heathers: The Musical" (6 chansons)
- 2020 : Riverdale: Original Television Soundtrack - Special Episode: "Hedwig and The Angry Inch" (5 chansons)
- 2021 : Riverdale: Original Television Soundtrack - Season 5 (3 chansons)
- 2021 : Riverdale: Original Television Soundtrack - Special Episode: "Next To Normal" (2 chansons)
- 2022 : Riverdale: Original Television Soundtrack - Season 6 (2 chansons)

## Distinctions
Sauf indication contraire, les informations mentionnées dans cette section peuvent être confirmées par la base de données cinématographiques IMDb,  présente dans la section « Liens externes ».
| Année | Évènement             | Catégorie                    | Œuvre     | Résultat |
| ----- | --------------------- | ---------------------------- | --------- | -------- |
| 2018  | MTV Movie & TV Awards | Voleur de scène              | Riverdale | Lauréat  |
| 2018  | Teen Choice Awards    | Meilleure crise de colère    | Riverdale | Lauréat  |
| 2017  | Teen Choice Awards    | Personnage colérique préféré | Riverdale | Lauréat  |

## Voix françaises
En version française, Diane Dassigny est la voix régulière de Madelaine Petsch dans la quasi-totalité de ses apparitions, la doublant dans Riverdale, Polaroid, Imperceptible (en) ou encore dans Quand le destin s'en mêle. À titre exceptionnel, Florine Orphelin lui prête sa voix dans Coup de foudre à l'hôtel de Noël (en) tout comme Kelly Marot dans Les Intrus.